# Reckoning Day (film 1915)
Reckoning Day è un cortometraggio muto del 1915 diretto da E.H. Calvert.

## Produzione
Il film fu prodotto dalla Essanay Film Manufacturing Company.

## Distribuzione
Distribuito dalla General Film Company, il film, un cortometraggio in tre in bobine, uscì nelle sale cinematografiche USA il 14 dicembre 1915.